# قائمة رؤساء وزراء السودان
تسرد هذه المقالة رؤساء الحكومات من السودان، منذ عام 1954م حتى وقتنا الحاضر.

## رؤساء حكومة السودان (منذ 1954)
|                                           | الصورة                               | الاسم (الميلاد–الوفاة)               | الفترة                               | الفترة                               | الفترة                               | الحزب السياسي                        | الرئيس (الفترة)                      | الرئيس (الفترة)                      |
| استلم المنصب                              | الصورة                               | الاسم (الميلاد–الوفاة)               | ترك المنصب                           | المدة                                |                                      | الحزب السياسي                        | الرئيس (الفترة)                      | الرئيس (الفترة)                      |
| السودان الإنجليزي المصري (1952–1956)      | السودان الإنجليزي المصري (1952–1956) | السودان الإنجليزي المصري (1952–1956) | السودان الإنجليزي المصري (1952–1956) | السودان الإنجليزي المصري (1952–1956) | السودان الإنجليزي المصري (1952–1956) | السودان الإنجليزي المصري (1952–1956) | السودان الإنجليزي المصري (1952–1956) | السودان الإنجليزي المصري (1952–1956) |
| ----------------------------------------- | ------------------------------------ | ------------------------------------ | ------------------------------------ | ------------------------------------ | ------------------------------------ | ------------------------------------ | ------------------------------------ | ------------------------------------ |
| 1                                         |                                      | عبد الرحمن المهدي (1885–1959)        | 22 أكتوبر 1952                       | نوفمبر 1953                          | 1 سنة و10 أيام                       | حزب الأمة القومي                     |                                      |                                      |
| 2                                         |                                      | إسماعيل الأزهري (1900–1969)          | 6 يناير 1954                         | 1 يناير 1956                         | 1 سنة و360 أيام                      | الحزب الاتحادي الديمقراطي الموحد     |                                      |                                      |
| جمهورية السودان (1956–69)                 |                                      |                                      |                                      |                                      |                                      |                                      |                                      |                                      |
| (2)                                       |                                      | إسماعيل الأزهري (1900–1969)          | 1 يناير 1956                         | 5 يوليو 1956                         | 186 أيام                             | الحزب الاتحادي الديمقراطي الموحد     |                                      | مجلس السيادة (1956–1958)             |
| 3                                         |                                      | عبد الله خليل (1892–1970)            | 5 يوليو 1956                         | 17 نوفمبر 1958                       | 2 سنوات و135 أيام                    | حزب الأمة القومي                     |                                      | مجلس السيادة (1956–1958)             |
| 4                                         |                                      | إبراهيم عبود (1900–1983)             | 18 نوفمبر 1958                       | 30 أكتوبر 1964 (استقال)              | 5 سنوات و347 أيام                    | عسكري                                |                                      | إبراهيم عبود (1958–1964)             |
| 5                                         |                                      | سر الختم الخليفة (1919–2006)         | 30 أكتوبر 1964                       | 2 يونيو 1965                         | 215 أيام                             | حزب الأمة القومي                     |                                      | مجلس السيادة السوداني (1964–1965)    |
| 6                                         |                                      | محمد أحمد المحجوب (1908–1976)        | 10 يونيو 1965                        | 25 يوليو 1966                        | 1 سنة و53 أيام                       | حزب الأمة القومي                     |                                      | إسماعيل الأزهري (1965–1969)          |
| 7                                         |                                      | الصادق المهدي (1935–2020)            | 27 يوليو 1966                        | 18 مايو 1967                         | 295 أيام                             | حزب الأمة القومي                     |                                      | إسماعيل الأزهري (1965–1969)          |
| (6)                                       |                                      | محمد أحمد المحجوب (1908–1976)        | 18 مايو 1967                         | 25 مايو 1969 (خلع)                   | 2 سنوات و7 أيام                      | حزب الأمة القومي                     |                                      | إسماعيل الأزهري (1965–1969)          |
| جمهورية السودان الديمقراطية (1969–1985)   |                                      |                                      |                                      |                                      |                                      |                                      |                                      |                                      |
| 8                                         |                                      | بابكر عوض الله (1917–2019)           | 25 مايو 1969                         | 27 أكتوبر 1969                       | 155 أيام                             | مستقل                                |                                      | جعفر النميري (1969–1985)             |
| 9                                         |                                      | جعفر النميري (1928–2009)             | 28 أكتوبر 1969                       | 11 أغسطس 1976                        | 6 سنوات و288 أيام                    | عسكري / الاتحاد الاشتراكي السوداني   |                                      | جعفر النميري (1969–1985)             |
| 10                                        |                                      | الرشيد الطاهر بكر (1933–1988)        | 11 أغسطس 1976                        | 10 سبتمبر 1977                       | 1 سنة و30 أيام                       | الاتحاد الاشتراكي السوداني           |                                      | جعفر النميري (1969–1985)             |
| (9)                                       |                                      | جعفر النميري (1928–2009)             | 10 سبتمبر 1977                       | 6 أبريل 1985 (خلع)                   | 7 سنوات و208 أيام                    | عسكري / الاتحاد الاشتراكي السوداني   |                                      | جعفر النميري (1969–1985)             |
| جمهورية السودان (1985–2019)               |                                      |                                      |                                      |                                      |                                      |                                      |                                      |                                      |
| 11                                        |                                      | الجزولي دفع الله (مواليد 1935)       | 22 أبريل 1985                        | 6 مايو 1986                          | 1 سنة و14 أيام                       | مستقل                                |                                      | عبد الرحمن سوار الذهب (1985–1986)    |
| (7)                                       |                                      | الصادق المهدي (1935–2020)            | 6 مايو 1986                          | 30 يونيو 1989 (خلع)                  | 3 سنوات و55 أيام                     | حزب الأمة القومي                     |                                      | أحمد الميرغني (1986–1989)            |
| ألغي المنصب (30 يونيو 1989 – 2 مارس 2017) |                                      |                                      |                                      |                                      |                                      |                                      |                                      |                                      |
| 12                                        |                                      | بكري حسن صالح (مواليد 1949)          | 2 مارس 2017                          | 10 سبتمبر 2018                       | 1 سنة و192 أيام                      | حزب المؤتمر الوطني                   |                                      | عمر البشير (1989–2019)               |
| 13                                        |                                      | معتز موسى (مواليد 1967)              | 10 سبتمبر 2018                       | 23 فبراير 2019                       | 166 أيام                             | حزب المؤتمر الوطني                   |                                      | عمر البشير (1989–2019)               |
| 14                                        |                                      | محمد طاهر أيلا (مواليد 1951)         | 23 فبراير 2019                       | 11 أبريل 2019 (خلع)                  | 47 أيام                              | حزب المؤتمر الوطني                   |                                      | عمر البشير (1989–2019)               |
| الفترة الانتقالية (2019–الآن)             |                                      |                                      |                                      |                                      |                                      |                                      |                                      |                                      |
| المنصب شاغر (11 أبريل – 21 أغسطس 2019)    |                                      |                                      |                                      |                                      |                                      |                                      |                                      |                                      |
| 15                                        |                                      | عبد الله حمدوك (مواليد 1956)         | 21 أغسطس 2019                        | 25 أكتوبر 2021 (خلع)                 | 2 سنوات و65 أيام                     | قوى إعلان الحرية والتغيير            |                                      | مجلس السيادة السوداني (2019–الآن)    |
| (15)                                      | 21 نوفمبر 2021                       | عبد الله حمدوك (مواليد 1956)         | 2 يناير 2022                         | 42 أيام                              | مستقل                                |                                      |                                      | مجلس السيادة السوداني (2019–الآن)    |
| —                                         |                                      | عثمان حسين عثمان بالنيابة            | 19 يناير 2022 - 30 أبريل 2025        | في المنصب                            | 3 سنوات و101 أيام                    | مستقل                                |                                      | مجلس السيادة السوداني (2019–الآن)    |
| —                                         |                                      | دفع الله الحاج علي بالنيابة          | 30 أبريل 2025                        | 19 مايو 2025                         | 46 أيام                              | مستقل                                |                                      | مجلس السيادة السوداني (2019–الآن)    |
| 16                                        |                                      | كامل إدريس                           | 19 مايو 2025                         | في المنصب                            | 46 أيام                              | مستقل                                |                                      | مجلس السيادة السوداني (2019–الآن)    |

## الانتقالية

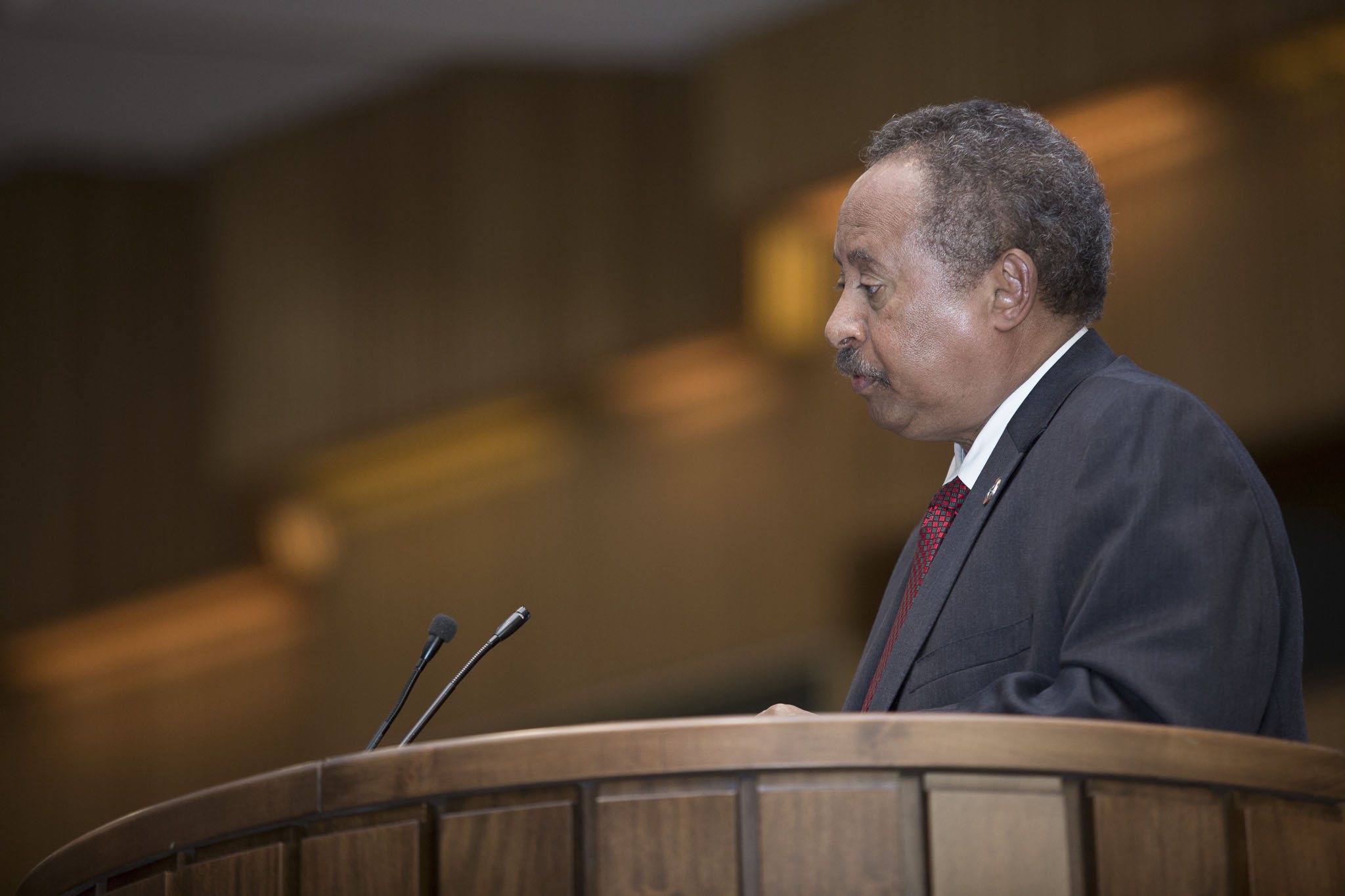
عبد الله حمدوك رئيس وزراء الحكومة الانتقالية في السودان.

أعلن الدكتور عبد الله حمدوك رئيس الوزراء السوداني، أن حكومته ضمت 18 وزارة من بينها 4 من النساء تقلدن وزارات الخارجية، العمل والتنمية الاجتماعية التعليم العالي والشباب والرياضة.
خلال المؤتمر الصحفي الذي عقده الدكتور عبد الله حمدوك رئيس الوزراء بالأمانة العامة لمجلس الوزراء، لإعلان أسماء الحكومة المدنية، المجلس السيادي بالسودان يصدر مرسومًا دستوريًا باعتماد 19 وزيرًا و6 وزراء دولة. فيما يلي أعضاء حكومة عبد الله حمدوك السابقة:
| الرقم | الاسم                       | الوزارة                           | نبذه عن رئيس الوزراء                                                                 |
| ----- | --------------------------- | --------------------------------- | ------------------------------------------------------------------------------------ |
| 1     | نصر الدين عبد البارئ        | وزير العدل                        | - أكاديمي ومستشار مستقل في القانون الدولي والقانون الدستوري.                         |
| 2     | أكرم علي التوم              | وزير الصحة                        | - أهم إنجازاته صياغة إستراتيجية الصحة للقارة الأفريقية 2016 - 2030                   |
| 3     | ياسر عباس                   | وزير الري والموارد المائية        | - عمل خبيراً بالأمم المتحدة في أديس أبابا.                                            |
| 4     | انتصار صغيرون               | وزير التعليم العالي والبحث العلمي | - دكتوراه في الآثار بجامعة الخرطوم ونالت بكالوريوس الآثار مع مرتبة الشرف.            |
| 5     | فيصل محمد صالح              | وزير الثقافة والإعلام             | - نال ماجستير الدراسات الصحافية من كارديف ويلز بالمملكة المتحدة.                     |
| 6     | عادل علي إبراهيم            | وزير الطاقة والتعدين              | - تلقى تدريبات متقدمة وفق أفضل معايير الممارسات العالمية في المسائل المتعلقة بالنفط. |
| 7     | عمر مانيس                   | وزير رئاسة مجلس الوزراء           | - عمل 34 عاماً دبلوماسياً بوزارة الخارجية السودانية 1979-2013                          |
| 8     | أسماء محمد عبد الله         | وزيرة الخارجية                    | - أول سيدة تلتحق بوزارة الخارجية السودانية في عام 1971                               |
| 9     | إبراهيم البدوي              | وزير المالية                      | - خبير في أبحاث السلام وإعادة بناء اقتصادات ما بعد الحروب الأهلية.                   |
| 10    | ولاء عصام البوشي            | وزيرة الشباب والرياضة             | - تم اختيارها لزمالة مانديلا للقادة الشباب الأفارقة.                                 |
| 11    | مدني عباس مدني              | وزير التجارة والصناعة             | - كان مرشحا لوزارة رئاسة مجلس الوزراء.                                               |
| 12    | نصر الدين مفرح              | وزير الشؤون الدينية والأوقاف      | - إمام مسجد الأنصار بربك بولاية النيل الأبيض.                                        |
| 13    | البروفيسر محمد الأمين التوم | وزير التربية والتعليم             | - شارك في تأسيس (المعهد الأفريقي للرياضيات).                                         |
| 14    | يوسف أدم الضي               | وزير الحكم الإتحادي               | - عمل في وزارة الحكم المحلي بجنوب كردفان.                                            |
| 15    | لينا الشيخ                  | وزيرة التنمية الإجتماعية          | - إستشارية لدى مكتب إتفاق الأمم المتحدة العالمي بنيويورك.                            |
| 16    | عيسى عثمان شريف             | وزير الزراعة والموارد الطبيعية    | - متخصص في الاقتصاد الزراعي.                                                         |
| 17    | الفريق شرطة الطريفي إدريس   | وزير الداخلية                     | - كان يشغل منصب نائب مدير قوات الشرطة والمفتش العام.                                 |
| 18    | الفريق أول ركن جمال عمر     | وزير الدفاع                       | - تمت ترقيته لرتبة فريق بعد سقوط نظام عمر البشير.                                    |